# Dlouhá Třebová (nádraží)
Dlouhá Třebová je železniční stanice u stejnojmenné obce v okrese Ústí nad Orlicí v Pardubickém kraji. Stanice leží v km 250,890 na dvoukolejné elektrizované celostátní dráze Praha – Česká Třebová, která je součástí 1. a zároveň 3. tranzitního železničního koridoru. Provoz zde byl zahájen v roce 1923.

## Přeprava
Ve stanici není zajištěno odbavení cestujících. Cestujících jsou odbaveni ve vlaku průvodčím. Ve vlacích veřejné dopravy platí přepravní a tarifní podmínky integrovaného dopravního systému IREDO.

## Přístupnost
Bezbariérový přístup je na všechna nástupiště. Stanice je vybavena pro zrakově postižené (vodící linie).

## Výpravní budova
Pro odlehčení stanice Česká Třebová bylo v roce 1940 rozhodnuto Ministerstvem dopravy o zřízení nové stanice, která byla otevřena  23. srpna 1944. Výpravní budovu nahrazovala dřevěná stavba a místo plánovaných čtyř kolejí byly dokončeny dvě. Nová výpravna byla postavena v roce 1971. Autorem návrhu byla Olga Volejníková-Freiwaldová z Projekční kanceláře dráhy Ústí nad Labem. Výpravní budova s prosklenou čekárnou je stavba, která kombinuje cihelné zdivo se železobetonem.

## Historie
Z osvětimského transportu smrti, který projížděl 27. ledna 1945 stanicí, bylo vyhozeno 26 obětí. Ty byly pohřbeny na hřbitově v Dlouhé Třebové.

## Galerie

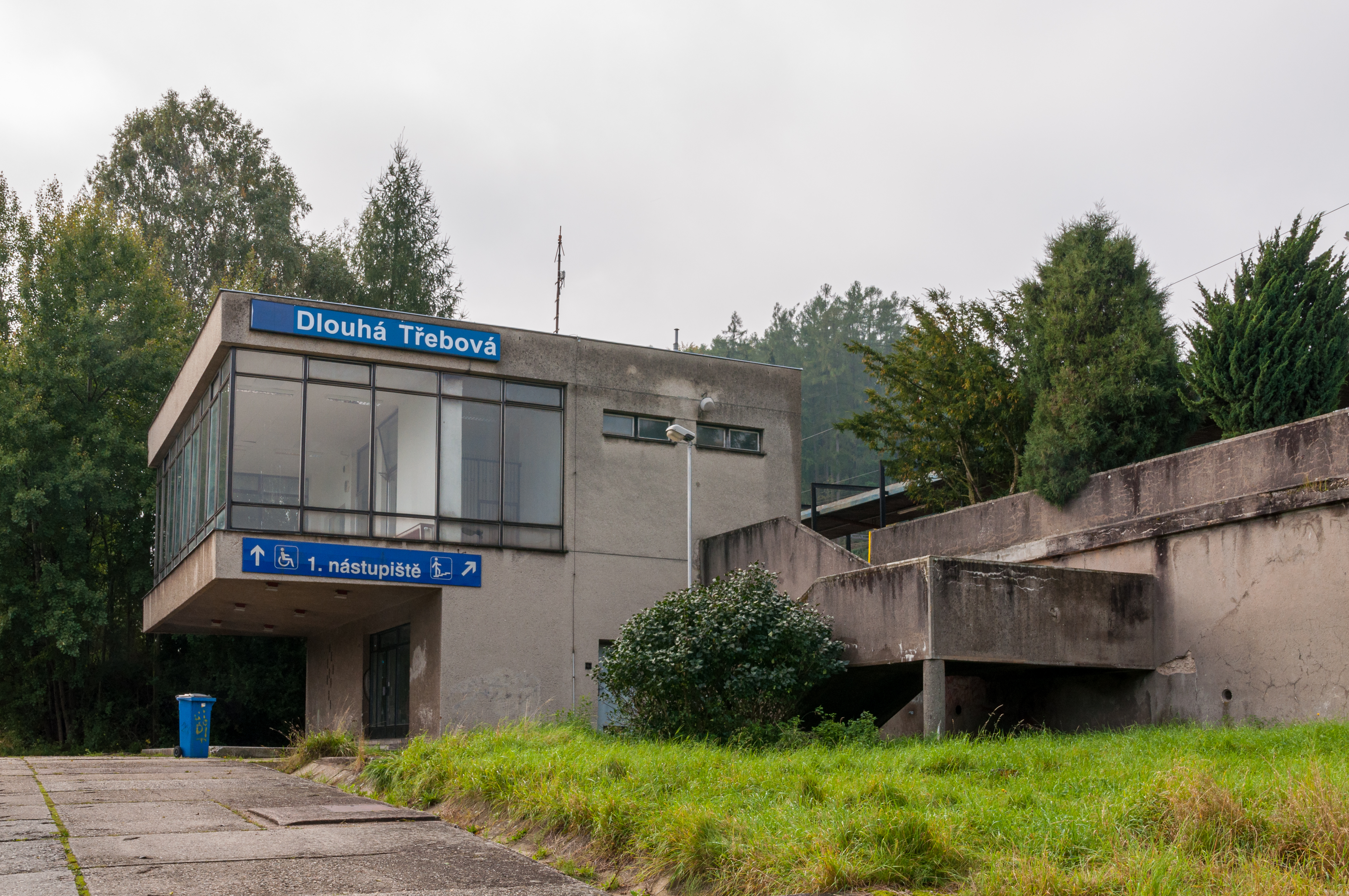
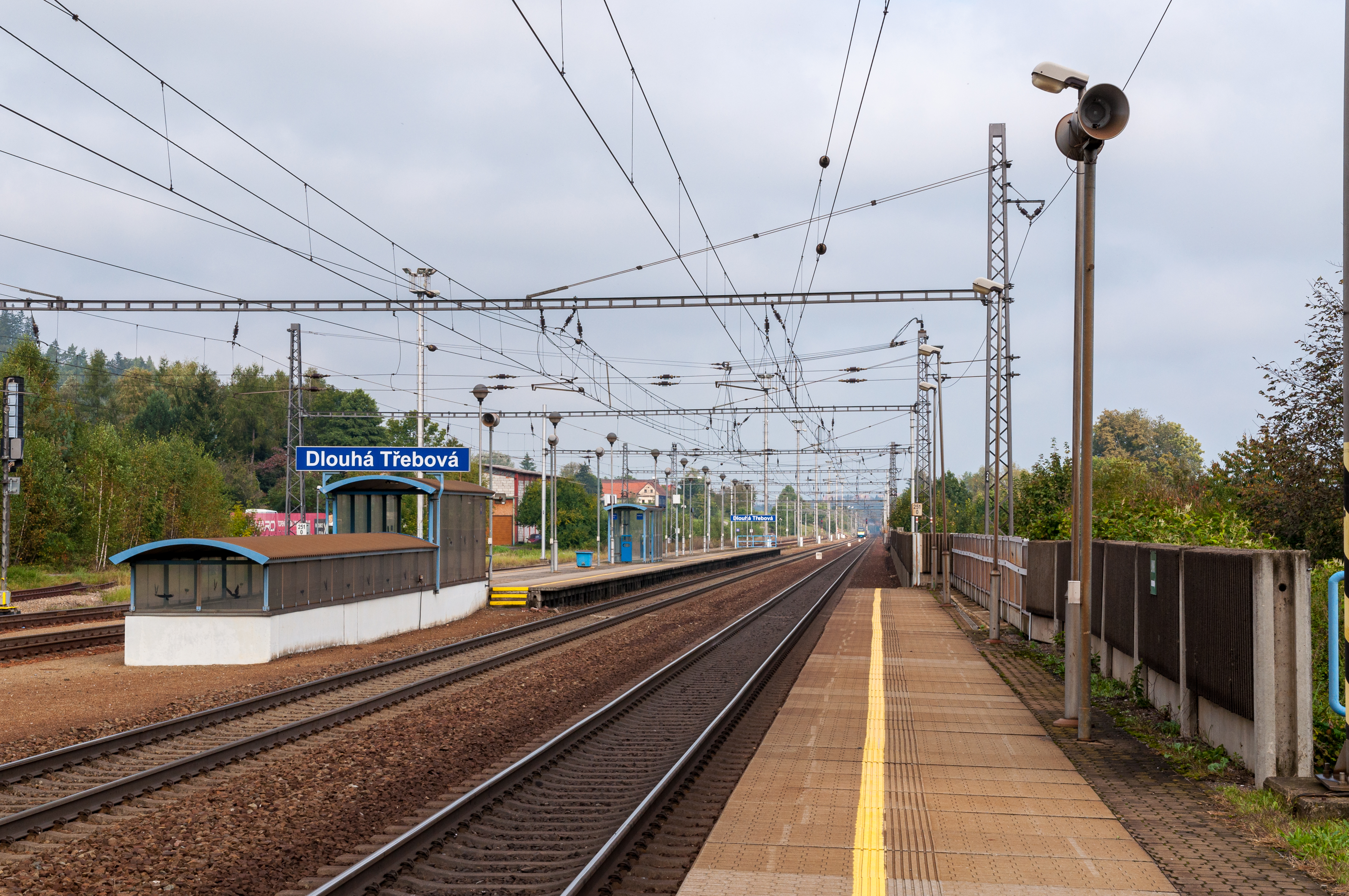
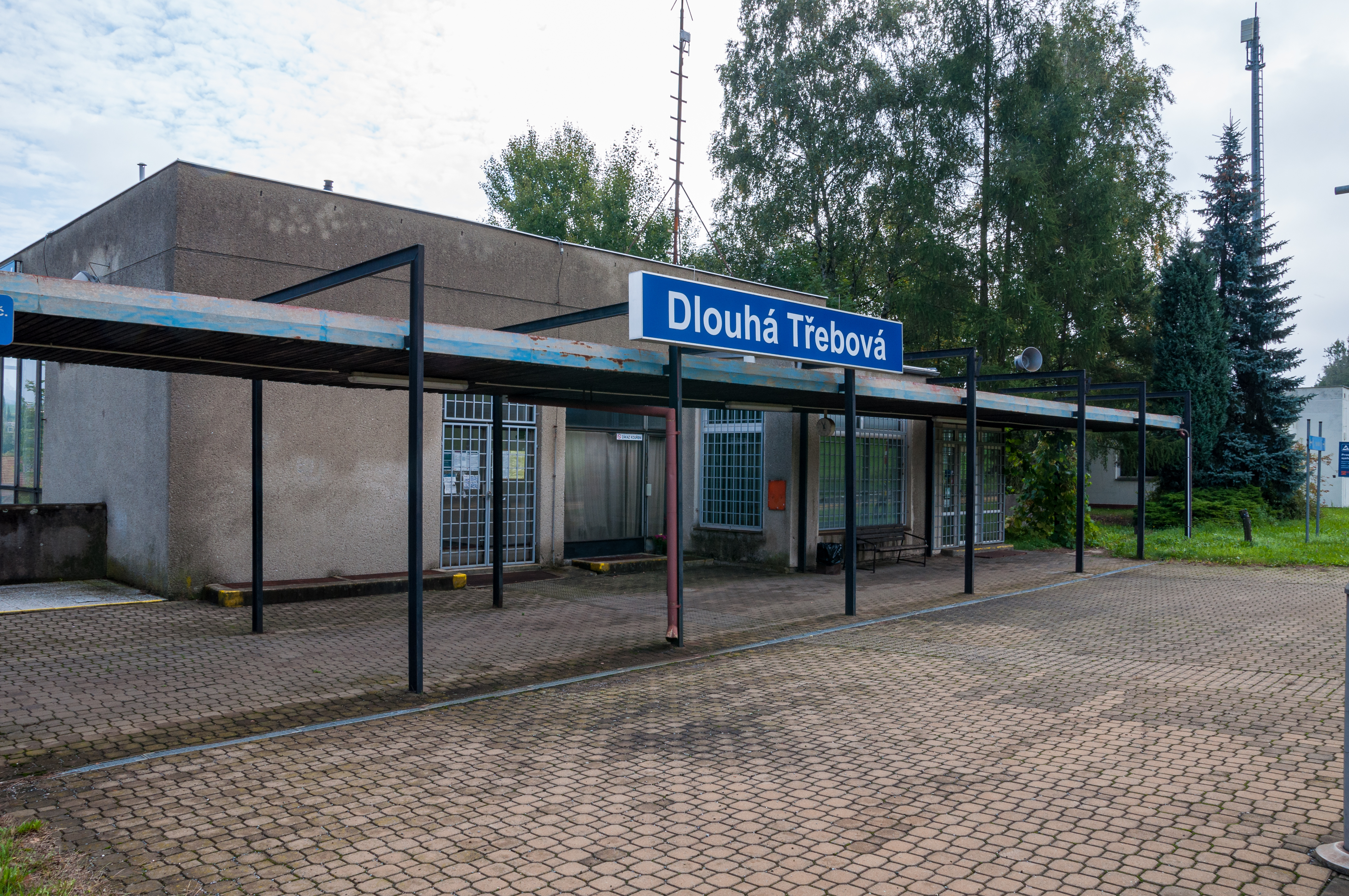
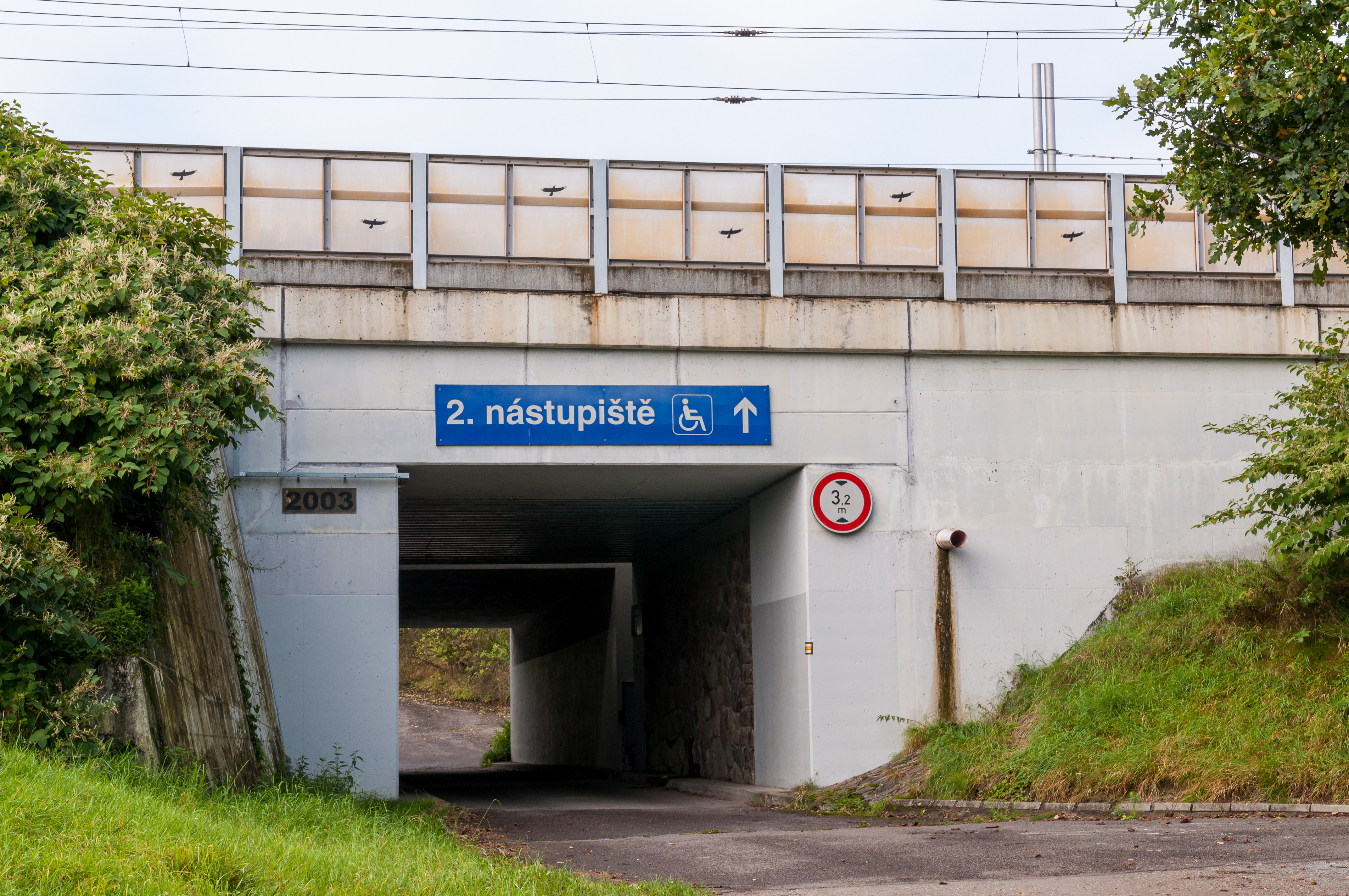